# Optsprezece brumar al lui Ludovic Bonaparte

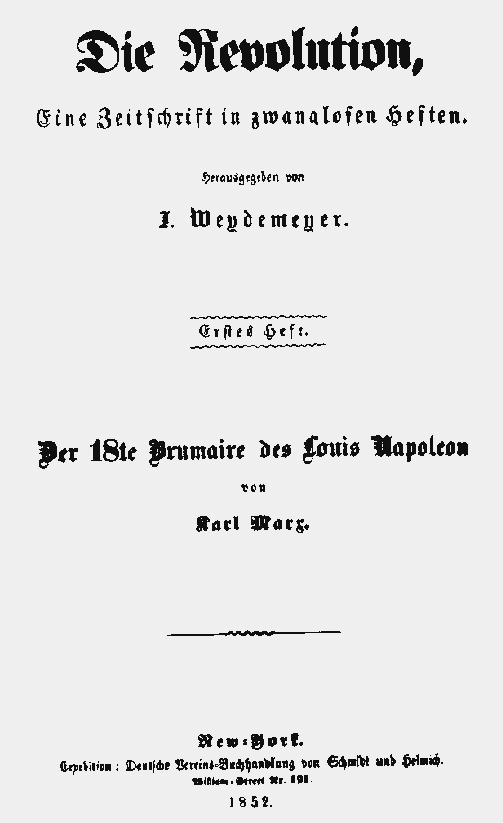
Pagina de titlu a primei ediţii

Optsprezece brumar al lui Ludovic Bonaparte (în germană Der achtzehnte Brumaire des Louis Bonaparte) este o lucrare pe care Karl Marx a scris-o din decembrie 1851 până în martie 1852, în care prezintă desfășurarea și urmările loviturii de stat bonapartiste de la 2 decembrie 1851 din Franța, în urma căreia primul președinte al celei de a 2-a Republici Franceze, Charles-Louis-Napoléon Bonaparte, s-a autointitulat al doilea împărat al francezilor, sub numele de Napoléon al III-lea.
În lucrare, publicată pentru prima oară în Die Revolution, Eine Zeitschrift in zwanglosen Heften, New York, 1852, Caietul I, face bilanțul experienței revoluțiilor burgheze din 1848-1849 și sunt abordate probleme teoretice importante cum ar fi: legile dezvoltării sociale, natura și rolul statului etc.

## În limba română
- Karl Marx, Optsprezece brumar al lui Ludovic Bonaparte, 111 p., București, Editura P.C.R., 1947
- Karl Marx, 18 brumar al lui Ludovic Bonaparte, București, Editura Partidului Muncitoresc Român, 1949
- Karl Marx, Optsprezece brumar al lui Ludovic Bonaparte, Ed. a 3-a, 134 p., București, Editura pentru literatură politică, 1954